# 奥利斯·萨利宁
奥利斯·海基·萨利宁（芬蘭語：Aulis Heikki Sallinen，1935年4月9日—），又译萨利南，芬兰作曲家。在20世纪下半叶的乐坛上有较重要的地位。作品所涉体裁广泛，有不少在选题上与之前的芬兰民族乐派作曲家一脉相承，如歌剧《库勒沃》。他的第七交响曲《甘道夫之梦》与托尔金的著名小说《指环王》有密切关联。